# Người Bồ Đào Nha ở Thụy Điển
Người Bồ Đào Nha ở Thụy Điển (tiếng Thụy Điển: Svensksportugiser) là công dân và cư dân của Thụy Điển là người gốc Bồ Đào Nha. Hiện nay có khoảng 4.336 người sinh ra ở Bồ Đào Nha đang sống ở Thụy Điển.

## Lịch sử
Di cư từ Bồ Đào Nha tới Thụy Điển đã bị chi phối bởi di cư lao động. Trong đầu thập niên 1970, một số người tị nạn Bồ Đào Nha sống lưu vọng tại Thụy Điển, vào cuối thời kỳ Nhà nước Mới ở Bồ Đào Nha.